# Physogyne
Physogyne – rodzaj roślin z rodziny storczykowatych (Orchidaceae). Obejmuje 3 endemiczne gatunki występujące w Ameryce Środkowej w Meksyku.

## Systematyka
Rodzaj sklasyfikowany do podplemienia Spiranthinae w plemieniu Cranichideae, podrodzina storczykowe (Orchidoideae), rodzina storczykowate (Orchidaceae), rząd szparagowce (Asparagales) w obrębie roślin jednoliściennych.
Wykaz gatunków
- Physogyne garayana R.González & Szlach.
- Physogyne gonzalezii (L.O.Williams) Garay
- Physogyne sparsiflora (C.Schweinf.) Garay